# Maria Duschenes
Maria Duschenes (Budapeste, 26 de agosto de 1922 a São Paulo, 05 de Julho de 2014) é uma pioneira da dança moderna no Brasil. Destacou-se como educadora e coreógrafa, sendo uma das principais responsáveis pela difusão do método Laban no país.

## Biografia

### Anos de formação
Húngara de nascimento, Maria Ranschburg (seu nome de solteira) frequentou dos 11 aos 15 anos uma escola que trabalhava com a metodologia do músico suíço Emile Jacques Dalcroze (1865-1950), sob direção de Olga Szent Pál. Nesta época também aprendeu dança clássica com Aurélio Miloss durante um ano.
Aos 15 anos  foi estudar dança na "Dartington Hall School", escola de Arte situada em Devon (Devonshire), no sul da Inglaterra, onde permaneceu de 1937 a 1939.
Lá foi aluna de Rudolf Laban (1879-1958), inventor do conceito de dança coral, de Kurt Jooss (1901-1979) e de Sigurd Leeder (1902-81).

### Mudança para o Brasil
Devido ao início da 2ª Guerra Mundial e aos bombardeios na região onde estudava, em 1940 transferiu-se definitivamente para o Brasil, país para onde seus pais haviam recentemente se mudado.
Em 1942 a bailarina húngara se casou com o arquiteto alemão Herbert Duschenes (1914-2003), com quem teve um filho e uma filha, e adotou o nome Maria Duschenes.

### Coreógrafa e professora
Aos 22 anos Maria Duschenes teve poliomielite, as limitações a seus movimentos a levaram a concentrar suas atividades na coreografia e no ensino de dança.
Foi uma das introdutoras da dança educativa moderna no país, divulgando os princípios de Dalcroze e Laban.
Dedicou-se especialmente à difusão dos ensinamentos de Rudolf Laban no Brasil, oferecendo formação prática e teórica na Teoria de Movimento de Laban a educadores, psicólogos, dançarinos, coreógrafos e atores.
Retornou diversas vezes à Europa para aperfeiçoar seus conhecimentos sobre essa importante técnica de movimento para a dança no "Laban Center".

### A parceria com Herbert Duschenes
Grande parte de seu trabalho foi realizado no andar inferior da residência construída por seu marido na década de 1950 no bairro do Sumaré, em São Paulo.
Este andar contava com uma sala especialmente projetada para seu trabalho, que podia ser aberta para uma ampla varanda que se comunicava ao jardim, tornando-se também espaços para dança utilizados em seu trabalho com grupos de improvisação. Neste lugar pôde continuar a dançar ao ensinar.
Além de arquiteto, Herbert Duschenes foi também professor de história da arte. O documentário "Mar e Moto", de Maria Mommensohn, registra a contribuição do casal à vida cultural de São Paulo reunindo depoimentos de amigos, de alunos, e imagens filmadas em suas viagens pelo mundo (que costumavam expor e discutir com os alunos).
O documentário também apresenta trechos de filmagens realizadas por Herbert registrando o trabalho do grupo de improvisação orientado por Maria Duschenes, fundamentada no Sistema Laban. O grupo que criou no início da década de 1970, permaneceu ativo por mais de vinte e cinco anos, reunindo-se regularmente para dançar no espaço de aulas em sua residência.

### O dançar acessível a todos
Em 1978 Maria Duschenes iniciou informalmente um projeto de dança nas Bibliotecas Infanto-Juvenis de São Paulo.
Através deste trabalho, em 1979 oitenta crianças freqüentadoras das bibliotecas participaram de uma dança coral em Comemoração do Centenário de Rudolf Laban. Esta dança coral foi filmada e enviada para o Centro Laban de Londres, onde recebeu uma menção honrosa como uma das melhores realizações comemorativas da data.
Entre 1984 e 1994 o "Projeto Dança/Arte do Movimento em Bibliotecas Infanto Juvenis" assumiu um caráter oficial junto à Secretaria Municipal de Cultura de São Paulo. Sob a coordenação de Maria Duschenes, foram contratados professores que divulgaram a dança coral de Laban como uma proposta democrática para tornar a dança acessível a todos.

### Recolhimento
A partir de 1999 Maria Duschenes teve de progressivamente interromper seu trabalho devido ao aprofundamento de um quadro de saúde identificado como mal de Alzheimer, retratado no documentário "Maria Duschenes, o Espaço do Movimento", de Inês Bogéa e Sergio Roizenblit.

### Alunos
Sua contribuição à criação e à reflexão sobre a dança no Brasil pode ser avaliada pela trabalho de seus alunos, que a chamam afetivamente de "Dona Maria": Acácio Ribeiro Vallim Júnior, Analívia Cordeiro, Anna Veronica Mautner, Claudia Hamburger, Cleide Martins, Cristina Brandini, Cybele Cavalcante, Denilto Gomes (1953-94), Doju Dinajara Freire, Isa Seppo, J. C. Violla, Janice Vieira, Jessica Portela, Joana Lopes, Joya Eliezer, Juliana Carneiro da Cunha, Lala Deheinzelin, Lenira Rengel, Lia Robatto, Maria Esther Stockler, Maria Cecília (Cilô) Pereira Lacava, Maria Mommensohn, Marta Teresa Labriola, Miriam Leirias, Mônica Serra, Norberto Abreu, Patrícia Noronha, Regina Faria, Renata Neves, Ruth Mehler, Sandra Rodrigues, Solange Camargo, Sônia Kliass, Daraína (Tuca) Pregnolatto, Yolanda Amadei e Antonio Delfino, entre outros.

## Coreografias
- O Sacro e o Profano: Muitas são as faces do Homem, 1965.
- Mixed Media, 1971.
- Espetáculo Cinético, 1973.
- Máscaras, 1975. Organização: Maria Duschenes.
- Aula-espetáculo "Dança Coral" 1978. Direção de Lisa Ulmann e Maria Duschenes. Teatro Galpão.
- Magitex, 1978. Coreografia: Maria Duschenes; Bailarinos: Denilto Gomes, Juliana Carneiro da Cunha, J.C. Violla. Apresentada na 1ª Bienal Latino Americana.
- Dança Coral em Comemoração do Centenário de Rudolf Laban, 1979. Com oitenta crianças freqüentadoras de bibliotecas paulistas.
- Dança Coral O Navio da Noite, 1989. Apresentada no Centro Cultural São Paulo, comemorando 110 anos de Laban.
- Dança Coral Origens I, 1990. Teatro Municipal de São Paulo, com participação de 150 pessoas.
- Dança Coral Origens II, 1991.[3] Direção: Maria Mommensohn; Supervisão: Maria Duschenes. Apresentada na XXI Bienal Internacional de São Paulo ao ar livre na instalação "Slice of Earth", da artista Denise Milan. Um espetáculo infantil, com cerca de 100 crianças, e outro profissional.

## Registros de seu trabalho
- O vídeo que acompanha o livro "Nota-Anna",[4] de Analívia Cordeiro, documenta trechos de trabalhos artísticos e didáticos de Maria Duschenes: Improvisação sem música (1949 e 1950); Coreografia para adolescentes (1968); Coreografia para crianças (1960); Exercícios; Escalas (1968, 1969, 1970 e 1979); Laban's principles taught by Lisa Ullman (1978).
- A Exposição Imagens de Dança,[5] parte do acervo do Arquivo Multimeios do Centro Cultural São Paulo, apresenta Maria Duschenes como uma mestra e coreógrafa que ofereceu uma importante contribuição para a história da dança no Brasil. Esta exposição, parcialmente disponível pela internet (link abaixo), documenta através de registro fotográfico espetáculos de dança realizados na cidade São Paulo entre 1977 e 1997, incluindo fotos [6] de algumas coreografias de Maria Duschenes.
- O  Arquivo Multimeios do Centro Cultural São Paulo [7] também abriga na área de Artes Cênicas - Dança um levantamento documental de parte do acervo de Maria Duschenes relativo à dança educativa, realizado em 1986, e uma pesquisa sobre Dança Moderna em São Paulo, realizada em 1994.
- Mar e Moto. Vídeo documentário produzido por Maria Mommensohn e Sergio Roizenblit tendo como tema a atuação de Maria Duschenes e Herbert Duschenes na vida cultural de São Paulo. São Paulo: 2002.
- Apresentação (o percurso profissional de Maria Duschenes), por Maria Mommensohn. [8]
- Maria Duschenes, o Espaço do Movimento, documentário dirigido por Inês Bogéa e Sérgio Roizenblit. 2006.